# Lac de Nejapa
Le lac de Nejapa est un lac de cratère situé à l'ouest de Managua, dans la zone la plus élevée de la capitale du Nicaragua sur un système de fissures volcaniques appelé Nejapa-Miraflores. Le plan d'eau occupe une dépression ovale de 160 m de profondeur, formée par trois effondrements au pied de la colline de l'ancien volcan Motastepe. C'est le fond du volcan éteint qui lui a donné son nom, comme ses voisins les lacs de Tiscapa et d'Asososca. 
Son nom « Nex-a-pan » signifie « où l'eau est cendre » et vient de la langue Nahuatl.
En 1991, la zone a été déclarée réserve naturelle par le décret n° 4291, publié dans La Gaceta, Diario Oficial, le journal officiel du Nicaragua.
La réserve naturelle de la Laguna de Nejapa a été tellement négligée dans sa gestion environnementale par les autorités du ministère de l'environnement et des ressources naturelles (MARENA) et de la mairie de Managua qu'elle a été surnommée « le dépotoir flottant » (chureca flotante).
La température moyenne de l'eau du lac est de 30 °C et sa profondeur maximale de 3,5 mètres, elle est chargée de sédiments et de sels minéraux. Dans la zone où il se trouve, les précipitations sont comprises entre 1 000 et 2 000 mm annuellement et l'humidité relative est de 74 %. Mais l'épuisement de ses alimentations et ses eaux peu profondes ont fait qu'il s'est asséché à plusieurs reprises, ce qui a entraîné la mort de presque toute sa faune aquatique, en particulier des poissons et des tortues.
Les informations sur les espèces présentes dans cette masse d'eau sont pratiquement inexistantes, en raison de la sédimentation et de la contamination des dernières décennies. Les analyses de la qualité des eaux ont déterminé qu'elles sont fortement eutrophisées. Il n'y a pas d'activité de pêche ou d'aquaculture.
La faune terrestre a presque complètement disparu sous l'action des braconniers qui dévastent ses pentes et provoquent des incendies. La dernière espèce enregistrée est une tortue de la famille des Emydidae, vraisemblablement Trachemys emolli ou Trachemys scripta.
Sur le bord supérieur du versant ouest passe l'ancienne route reliant Managua et León, qui offre une vue privilégiée du cratère et du lac. 
La société nicaraguayenne de télécommunications du Nicaragua (ENITEL) a installé plusieurs antennes terrestres de satellites sur ses pentes. La forêt qui existait sur les pentes se reconstitue progressivement, en partie grâce à la présence de gardes armés qui s'occupent de ces installations de communication.